# Chlina
Chlina is een plaats in het Poolse district  Zawierciański, woiwodschap Silezië. De plaats maakt deel uit van de gemeente Żarnowiec en telt 820 inwoners.